# Barberino Tavarnelle
Barberino Val d’Elsa – gmina we Włoszech, w regionie Toskania, w prowincji Florencja.
Według danych na rok 2019 gminę zamieszkiwało 12 076 osób, 123,01 os./km².